# Esaguasu ocularis
Esaguasu ocularis är en skalbaggsart som beskrevs av Maria Helena M. Galileo och Martins 2007. Esaguasu ocularis ingår i släktet Esaguasu och familjen långhorningar. Inga underarter finns listade i Catalogue of Life.